# Alexander Onissimowitsch Ablessimow

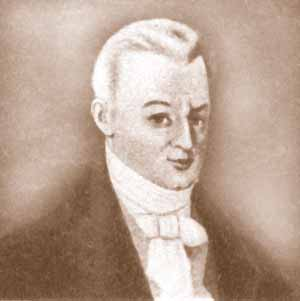
Alexander Onissimowitsch Ablessimow

Alexander Onissimowitsch Ablessimow (russisch Александр Онисимович Аблесимов; * 9. August 1742 in Galitschski ujesd (bei Galitsch, Oblast Kostroma); † 7. September 1783 in Moskau) war ein russischer Opernlibrettist, Dichter, Dramatiker und Journalist. Alexander Ablesimow schrieb 1779 das Libretto für die erste russische komische Oper Melnik („Der Müller“) von Michail Sokolowski und wurde hierüber breiten Kreisen bekannt.

## Leben und Werk
Alexander Ablessimow entstammte einer verarmten russischen Adelsfamilie aus der russischen Provinz Kostroma. Er absolvierte eine Grundschulausbildung. Er trat 1758 in das russische Militär ein und verließ dieses 1766 als Fähnrich. 1770 trat er erneut dem russischen Militär bei und nahm an Feldzügen in Georgien, Imeretien und Mingrelien teil. 1772 schied er erneut, diesmal im Range eines Hauptmanns, aus dem Militär aus und wirkte zunächst als Testamentsvollstrecker in Moskau. 1783 starb Ablessimow verarmt in Moskau.
Alexander Ablessimows literarische Neigungen traten erstmals 1759 hervor, als er Texte für Alexander Sumarokow kopierte. Im gleichen Jahr veröffentlichte er auch eigene Texte wie Meine allerliebsten Freuden sind verborgen in der von Sumarokow herausgegebenen Zeitschrift Die fleißige Biene. Nachdem er an diesem Ort weitere kleine Epigramme veröffentlicht hatte, erschien viele Jahre nichts mehr von Alexander Ablessimow im Druck. Erst 1769 veröffentlichte er eine Serie von Fabeln, die stark durch Sumarokow künstlerisches Vorbild geprägt waren. 1769 und 1770 veröffentlichte er mehrere satirische Texte. 1769 schrieb er auch eine Komödie um die Intrigen um den Schriftsteller V.I. Lukin. Diese Komödie war nicht erfolgreich, sie wurde weder auf die Bühne gebracht noch erschien sie im Druck. Bis Ende der 1770er Jahre war Ablessimow nur in kleinen literarischen Kreisen bekannt. 1779 wurde er dann schlagartig mit dem Libretto für die komische Oper Melnik, deutsch: Der Müller als Zauberer, Betrüger und Brautwerber, bekannt. Das Stück wurde am 20. Januar 1779 in Moskau uraufgeführt und war bis in die 1830er Jahre auf Bühnen in Moskau und St. Petersburg präsent. Ermutigt durch den Erfolg von Der Müller schrieb Ablessimow zwei weitere Librettos für komische Opern. Er konnte mit diesen beiden Werken nicht an den Erfolg der ersten Oper anknüpfen. 1780 schrieb Ablessimow den allegorischen Dialog Der Wanderer, der anlässlich der Eröffnung des Petrowsky-Theaters in Moskau aufgeführt wurde. Ab 1781 gab Ablessimow mit Unterstützung von Nikolai Nowikow eine kleine satirische Wochenzeitschrift heraus, in der er kleinere soziale Laster in Sittenbildern satirisch anprangerte. Auch diesem Projekt war kein wirklicher Erfolg beschieden. Die Zeitschrift wurde nach etwas mehr als einem Jahr eingestellt.
Die Frühwerke Ablessimows tragen noch klassizistische Züge. Diesen klassizistischen Stil überwand er schnell und wechselte zu literarisch-nationalen und realistischen Stilelementen. Diese Hinwendung zum Russisch-Nationalen manifestierte sich im Melnik überdeutlich. Ablessimow räumte in diesem Werk dem bäuerlichen Leben, Volksbräuchen, der Volkssprache sowie russischen Volksliedern breiten Raum ein. Russische Musikforscher verneinen häufig mit Hinweis auf die fehlenden Fremdsprachenkenntnisse Ablessimows ausländische Einflüsse auf sein Werk. Bei unvoreingenommener Analyse fällt der Einfluss der französischen komischen Oper jedoch direkt ins Auge. Der russische Musikwissenschaftler Weselowsky weist beispielsweise auf die Ähnlichkeiten in der Anlage des Melnik zu Jean-Jacques Rousseaus Le devin du village („Der Dorfwahrsager“) hin. Auf jeden Fall wurde der künstlerische Einfluss des Klassizismus durch Werke wie das des Melniks in Russland zügig überwunden.